# Resolució 1964 del Consell de Seguretat de les Nacions Unides
La Resolució 1964 del Consell de Seguretat de les Nacions Unides fou adoptada per unanimitat el 22 de desembre de 2010. Després de recordar les resolucions anteriors sobre la situació a Somàlia, el Consell va autoritzar la continuació del mandat de la Missió de la Unió Africana a Somàlia (AMISOM) fins al 30 de setembre de 2011, i va augmentar la seva grandària de 8.000 a 12.000 persones.
El Consell de Seguretat va dir que l'augment era per protegir el govern i la població civil dels rebels islamistes d'Al-Xabab i altres grups. Les nacions africanes havien demanat un total de 20.000 soldats, però el Consell de Seguretat va considerar que aquest nombre era excessiu.

## Resolució

### Observacions
En el preàmbul de la resolució, el Consell va reafirmar el seu suport al procés de pau de Djibouti i al paper del Govern Federal de Transició. Va afirmar que les parts de Somàlia havien de renunciar a la violència i cooperar per aconseguir la pau i l'estabilitat al país. El Consell elogià el paper d'AMISOM i les contribucions de Burundi i Uganda a la força, i va reiterar la importància de serveis de seguretat plenament operatius a Somàlia.
Mentrestant, hi havia preocupació per la situació humanitària del país i els atacs als treballadors d'ajuda humanitària; tota violència i les violacions dels drets humans contra la població civil i els treballadors d'ajuda van ser condemnats. A més va expressar preocupació pel descens de finançament humanitari per a Somàlia, i el Consell va instar els estats a contribuir.

### Actes
Actuant sota el Capítol VII de la Carta de les Nacions Unides, els estats membres de la Unió Africana van ser autoritzats a continuar la seva missió a Somàlia fins al 30 de setembre de 2011, i augmentar la mida de l'AMISOM de 8.000 a 12.000 persones. El Secretari General de les Nacions Unides Ban Ki-moon va rebre instruccions per proporcionar serveis logístics a l'operació. Va recordar la seva intenció en la resolució 1863 (2008) d'examinar la possibilitat d'establir una missió de les Nacions Unides a Somàlia.
La resolució exigia la garantia de la seguretat dels treballadors humanitaris; la fi de la violència i les violacions dels drets humans contra la població; i va donar la benvinguda als esforços de les oficines i agències de les Nacions Unides per augmentar la presència de les Nacions Unides a Somàlia.